# Спомин смерті Ісуса Христа
Спомин смерті Ісуса Христа (Свідки Єгови)— подія, що влаштовується на згадку про його смерть. Згідно з Біблією, відзначання цієї події — вимога для християн. 
- Біблія_(Огієнко)|Лк.|22:19

|  | ...Це чиніть на спо́мин про Мене! |

- Біблія_(Огієнко)|1 Кор|11:24

|  | ...Це робіть на спомин про Мене! |

Це стає зрозуміло, якщо взяти до уваги значення Ісусової смерті. Ісус помер як головний поборник верховної влади гріха над людством. Цим він спростував закиди Сатани, ніби люди служать Богу лише з егоїстичних спонук (Йова 2:1—5; Приповістей 27:11). Померши досконалою людиною, Ісус також ‘душу Свою дав на викуп за багатьох’ (Матвія 20:28). Коли Адам згрішив проти Бога, він втратив досконалість і перспективу жити вічно. Але «так-бо Бог полюбив світ [людство], що дав Сина Свого Однородженого, щоб кожен, хто вірує в Нього, не згинув, але мав життя вічне» (Івана 3:16). І справді, «заплата за гріх — смерть, а дар Божий — вічне життя в Христі Ісусі, Господі нашім» (Римлян 6:23).
Отже, смерть Ісуса Христа пов’язана з двома найбільшими виявами любові: Бог виразив велику любов до людства тим, що віддав свого сина, а Ісус виразив саможертовну любов, добровільно віддавши своє людське життя. Спомин смерті Ісуса звеличує ці вияви любові. Оскільки Єгова та Ісус виявили любов до нас, чи ж нам не слід виразити свою вдячність? Ми можемо зробити це зокрема своєю присутністю на відзначенні Господньої Вечері.

## Походження
ЦЕ БУЛО ввечері, на початку 14  дня місяця нісана 33 року н.е., коли Ісус започаткував Спомин (Лк. 22:19).
Він щойно закінчив відзначати Пасху зі своїми 12 апостолами, тому ми можемо бути впевненими стосовно дати.
Святкували Пасху лише раз на рік, у 14-й день єврейського місяця нісана. 
Єврейський день починався ввечері. Відповідно до нашого календаря, тоді день 14 нісана почався в четвер увечері, 31 березня, й закінчився в п’ятницю ввечері, 1 квітня. Спомин було започатковано в четвер увечері, тої ночі його заарештували і засудили. Десь опівдні 14 нісана Ісуса прибили до стовпа, а пополудні в п’ятницю, в той же єврейський день він помер (Ів. 19:14). Отже, «Христос — наша пасха — був принесений у жертву» в той самий день, коли різали пасхальне ягня (1 Кор. 5:7; 11:23; Матв. 26:2). Ісуса поховали в кінці того дня, ще до настання 15 нісана (Лев. 23:5—7; Луки 23:54).
Ісус та його апостоли щорічно відзначали Пасху, бо вони були євреями і перебували під Мойсеєвим законом (Матв. 26:17—19). Востаннє відсвяткувавши Пасху зі своїми апостолами, Ісус започаткував Господню вечерю.
Для християн Господня вечеря заступила єврейську Пасху, а отже, також має відзначатися лише раз на рік, після заходу сонця, на початку 14 нісана . 
Пасха не була прообразом Спомину, але деякі подробиці стосовно Пасхи мають значення і для нас. 
Апостол Павло сказав, що Ісус — це «наше пасхальне ягня» (1Кр 5:7). Кров ягняти на одвірках рятувала життя, так само і кров Ісуса рятує життя (Вх 12:12, 13). Пасхальному ягняті не можна було ламати жодної кістки. Подібно й Ісусу не зламали жодної кістки, хоча існував звичай робити це при такій страті (Вх 12:46; Ів 19:31—33, 36).
Розповідаючи про Господню Вечерю, християнський апостол Павло написав: «Прийняв я від Господа, що й вам передав, що Господь Ісус ночі тієї, як виданий був, узяв хліб, подяку віддав, і переломив, і сказав: «Прийміть, споживайте, це тіло Моє, що за вас ломається. Це робіть на спомин про Мене!» Так само і чашу взяв Він по Вечері й сказав: «Ця чаша — Новий Заповіт у Моїй крові. Це робіть, коли тільки будете пити, на спомин про Мене!» Бо кожного разу, як будете їсти цей хліб та чашу цю пити,— смерть Господню звіщаєте, аж доки Він прийде» (1 Коринтян 11:23—26)

## Метод визначення дати
| Рік  | Дата астрономічна  | Дата астрономічна                           | Дата астрономічна    | Дата (за євр. календ.) | Дата (за євр. календ.) | Дата (за Біблією)                                  | Дата (за Біблією)                         | Дата (за Біблією)        | Дата (за традицією)                           | Дата (за традицією)                           |
| Рік  | Весняне рівнодення | Перше новомісяччя (найближче до рівнодення) | Перший повний місяць | Рік                    | Песах                  | Тайна вечеря, Спомин смерті Ісуса Христа           | Смерть Ісуса Христа                       | Воскресіння Ісуса Христа | Світле Воскресіння Христове, Великдень, Пасха | Світле Воскресіння Христове, Великдень, Пасха |
| Рік  | Весняне рівнодення | 1 Нісана                                    | Перший повний місяць | Рік                    | 14 Нісана              | 14 Нісана (після заходу сонця першої частини доби) | 14 Нісана (пополудні другої частини доби) | 16 Нісана                | у католиків                                   | у православних                                |
| ---- | ------------------ | ------------------------------------------- | -------------------- | ---------------------- | ---------------------- | -------------------------------------------------- | ----------------------------------------- | ------------------------ | --------------------------------------------- | --------------------------------------------- |
| 33   | 20 березня         | 17 березня                                  | 31 березня           | 3793–3794              | 31 березня / Чт        | 31 березня / Чт                                    | 1 квітня / Пт                             | 3 квітня / Нд            | ...                                           | ...                                           |
| ...  | ...                | ...                                         | ...                  |                        | ...                    | ...                                                | ...                                       | ...                      | ...                                           | ...                                           |
| 2017 | 20 березня         | 28 березня                                  | 11 квітня            | 5777-5778              | 10 квітня / Пн         | 11 квітня / Вт                                     | 12 квітня / Ср                            | 14 квітня / Пт           | 16 квітня / Нд                                | 16 квітня / Нд                                |
| 2018 | 20 березня         | 17 березня                                  | 31 березня           | 5778-5779              | 30 березня / Пт        | 31 березня / Сб                                    | 01 квітня / Нд                            | 03 квітня / Вт           | 01 квітня / Нд                                | 08 квітня / Нд                                |
| 2019 | 20 березня         | 05 квітня                                   | 19 квітня            | 5779-5780              | 19 квітня / Пт         | 19 квітня / Пт                                     | 20 квітня / Сб                            | 22 квітня / Пн           | 21 квітня / Нд                                | 28 квітня / Нд                                |
| 2020 | 20 березня         | 24 березня                                  | 08 квітня            | 5780-5781              | 08 квітня / Ср         | 07 квітня / Вт                                     | 08 квітня / Ср                            | 10 квітня / Пт           | 12 квітня / Нд                                | 19 квітня / Нд                                |
| 2021 | 20 березня         | 13 березня                                  | 28 березня           | 5781-5782              | 27 березня / Сб        | 27 березня / Сб                                    | 28 березня / Нд                           | 30 березня / Вт          | 04 квітня / Нд                                | 02 травня / Нд                                |
| 2022 | 20 березня         | 01 квітня                                   | 16 квітня            | 5782-5783              | 15 квітня / Пт         | 15 квітня / Пт                                     | 16 квітня / Сб                            | 18 квітня / Пн           | 17 квітня / Нд                                | 24 квітня / Нд                                |
| 2023 | 20 березня         | 21 березня                                  | 06 квітня            | 5783-5784              | 05 квітня / Ср         | 04 квітня / Вт                                     | 05 квітня / Ср                            | 07 квітня / Пт           | 09 квітня / Нд                                | 16 квітня / Нд                                |
| 2024 | 20 березня         | 10 березня                                  | 25 березня           | 5784-5785              | 22 квітня / Пн         | 24 березня / Нд                                    | 25 березня / Пн                           | 27 березня / Ср          | 31 березня / Нд                               | 05 травня / Нд                                |
| 2025 | 20 березня         | 29 березня                                  | 13 квітня            | 5785-5786              | 12 квітня / Сб         | 12 квітня / Сб                                     | 13 квітня / Нд                            | 15 квітня / Вт           | 20 квітня / Нд                                | 20 квітня / Нд                                |
| 2026 | 20 березня         | 19 березня                                  | 02 квітня            | 5786-5787              | 01 квітня / Ср         | 02 квітня / Чт                                     | 03 квітня / Пт                            | 05 квітня / Нд           | 05 квітня / Нд                                | 12 квітня / Нд                                |
| 2027 | 20 березня         | 08 березня                                  | 22 березня           | 5787-5788              | 21 квітня / Ср         | 22 березня / Пн                                    | 23 березня / Вт                           | 25 березня / Чт          | 28 березня / Нд                               | 02 травня / Нд                                |
| 2028 | 20 березня         | 26 березня                                  | 09 квітня            | 5788-5789              | 10 квітня / Пн         | 09 квітня / Нд                                     | 10 квітня / Пн                            | 12 квітня / Ср           | 16 квітня / Нд                                | 16 квітня / Нд                                |
| 2029 | 20 березня         | 15 березня                                  | 30 березня           | 5789-5790              | 30 березня / Пт        | 29 березня / Чт                                    | 30 березня / Пт                           | 01 квітня / Нд           | 01 квітня / Нд                                | 08 квітня / Нд                                |
| 2030 | 20 березня         | 03 квітня                                   | 18 квітня            | 5790-5791              | 17 квітня / Ср         | 17 квітня / Ср                                     | 18 квітня / Чт                            | 20 квітня / Сб           | 21 квітня / Нд                                | 28 квітня / Нд                                |

У сучасному єврейському календарі місяць нісан вираховується за астрономічним новим місяцем, але в першому столітті використовували інший спосіб. У той час вважалося, що календарний місяць починався тоді, коли новий місяць ставав видний в Єрусалимі. А це могло бути через день або й більше після появи астрономічного нового місяця. Зокрема через цю різницю дата відзначання Спомину у Свідків Єгови не завжди збігається з датою святкування сучасної єврейської Пасхи.
14 нісана за єврейським календарем (припадає на різні дати впродовж кінця березня — середини квітня).
Щоб вирахувати цю дату, євреї, очевидно, чекали на весняне рівнодення. У той день і світла, і темна пора доби тривають приблизно по 12 годин. 
Коли з’являвся перший новий місяць, найближчий до весняного рівнодення, це позначало початок нісана. Використовуючи метод стародавніх євреїв, ми можемо вирахувати, що тоді, після заходу сонця, почнеться перший місяць (1 нісана).
Доба (вечір-ранок-день-надвечір'я) у єврейському календарі починається увечері. Обґрунтування знаходиться у Книзі Буття: «.. І був вечір і був ранок — день перший.». З історії творення виходить також і те, що кожен день також має і надвечір'я (івр. ערב — Erev).

## Мета
Під час Господньої вечері християни пригадують, що Ісус зробив заради людства, і виявляють вдячність за його викупну жертву (Матвія 20:28; 1 Коринфян 11:24). Відзначання Господньої вечері не є таїнством чи релігійним обрядом, котрий дарує людині благодать або прощення гріхів. Біблія вчить, що наші гріхи можуть бути прощені не через якийсь релігійний ритуал, а лише через віру в Ісуса (Римлян 3:25; 1 Івана 2:1, 2).

## Символи

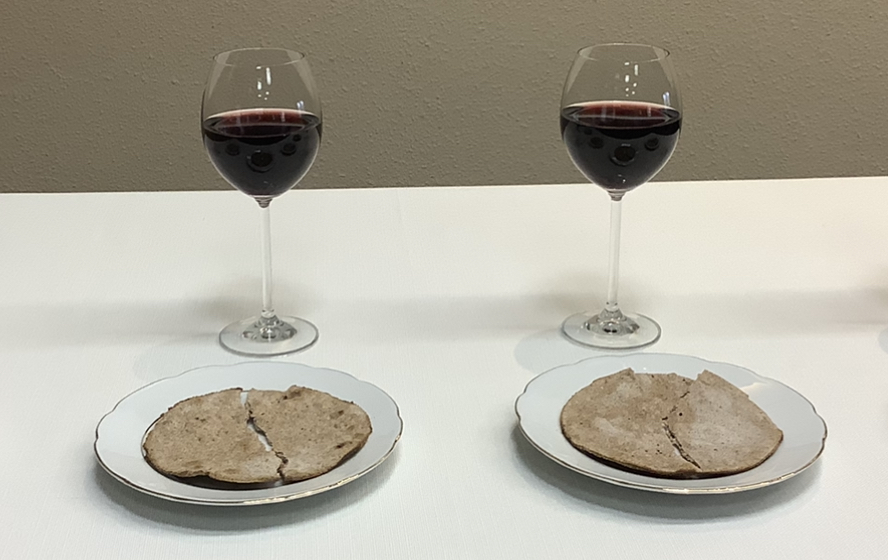
Прісний хліб і червоне вино є лише символами

Прісний хліб і червоне вино є лише символами. 

### Хліб символізує досконале тіло Христа
Ісус використав хліб, який залишився від пасхальної вечері. Той хліб був приготований без жодної закваски, тобто дріжджів (Вихід 12:8). У Біблії закваска часто символізує гріх або зіпсуття. Тож хліб представляє досконале тіло, яке Ісус приніс у жертву. Воно було без гріха (Матвія 16:11, 12; 1 Коринфян 5:6, 7; 1 Петра 2:22; 1 Івана 2:1, 2).

### Червоне вино представляє Ісусову кров
Та кров робить чинною нову угоду. Ісус сказав, що ця кров проллється «для прощення гріхів». Тому люди можуть стати чистими в Божих очах і вступити в нову угоду з Єговою (Євреїв 9:14; 10:16, 17). Завдяки цій угоді, або договору, 144 000 вірних християн можуть піти до неба. Там вони служитимуть царями і священиками для блага всього людства (Буття 22:18; Єремії 31:31—33; 1 Петра 2:9; Об’явлення 5:9, 10; 14:1—3).

## Як проходить подія
Ця урочистість проходить у гарному і чистому приміщенні, де зручно слухати програму. Воно може бути скромно прикрашене квітами, без пишного оздоблення. Спомин нічим не нагадує вечірки. Досвідчений старійшина доступно і шанобливо на основі Біблії пояснить значення цієї події і допоможе зрозуміти, чому християни повинні цінувати те, що для людства зробив Христос. Він помер, заплативши викуп, аби всі, хто приймає його жертву, мали життя. (Прочитайте Римлян 5:8—10). Промовець розповість про дві надії для християн, про які йдеться в Біблії.
Невелика кількість послідовників Христа, зокрема вірні апостоли, мають надію правити з ним у небі (Луки 12:32; 22:19, 20; Об’яв. 14:1). А більшість відданих християн у наш час плекають надію жити вічно на землі у відновленому раю. Тоді Божа воля виконуватиметься на землі, як і на небі, про що вже давно моляться християни (Матв. 6:10). Святе Письмо описує чудові умови, якими вони зможуть втішатися вічно (Ісаї 11:6—9; 35:5, 6; 65:21—23).
Після цього промовець скаже, що настав час зробити те, що Ісус звелів робити своїм апостолам. Як згадувалося раніше, на цій урочистості використовують два символи — прісний хліб і червоне вино. Вони можуть бути на столі біля промовця. Він зверне увагу на біблійну розповідь, в якій описано, що́ Ісус сказав і зробив, започаткувавши Господню вечерю. Наприклад, у розповіді Матвія ми читаємо: «Ісус взяв хліб і, помолившись, поламав його, дав учням і сказав: “Беріть, їжте. Це означає моє тіло”» (Матв. 26:26). Ісус поламав прісний хліб і передав апостолам, які були біля нього по обидва боки. На Спомині 14 квітня прісний хліб вже буде поламаний і лежатиме на тарілках.
Щоб передати хліб усім присутнім за порівняно короткий час, буде використовуватися достатня кількість тарілок. При цьому не відбуватимуться жодні вишукані ритуали. Прозвучить коротка молитва, після чого в продуманому порядку передаватимуться тарілки. Можливо, кілька осіб споживатиме хліб (або не споживатиме жодна).
Потім промовець зосередить увагу на тому, що далі описує Матвій: «Взяв [Ісус] також чашу і, склавши подяку, дав їм та сказав: “Пийте з неї всі; бо це означає мою «кров угоди», яка проллється за багатьох для прощення гріхів”» (Матв. 26:27, 28). З огляду на цей зразок прозвучить ще одна молитва і тоді всім присутнім передадуть «чаші» з червоним вином.
Більшість присутніх шанобливо передають символи і не споживають їх. Адже Ісус сказав, що споживати хліб і вино мають лише ті, хто правитиме з ним у його небесному царстві. (Прочитайте Луки 22:28—30; 2 Тим. 4:18). Усі інші будуть з повагою спостерігати за подією. Однак їхня присутність на Господній вечері вкрай важлива, бо так вони покажуть, наскільки цінують Ісусову жертву. Під час Спомину присутні можуть роздумувати про благословення, які вони отримають завдяки Ісусовій викупній жертві. Такі особи сподіваються, що будуть серед великого натовпу людей, котрі переживуть прийдешнє «велике лихо». Вони є Божими служителями, які «випрали свій одяг та вибілили його в крові Агнця» (Об’яв. 7:9, 14—17).
Свідки Єгови по всьому світі готуються до цього особливого зібрання. За кілька тижнів до цієї події запрошуються на неї якомога більше людей. Крім того, за кілька днів до Спомину більшість читає в Біблії розповіді про те, що́ робив Ісус і що відбувалося у відповідні дні 33 року н.е. Усім бажючим варто так спланувати свої справи, щоб бути присутніми на Спомині. Було б добре прийти ще до того, як звучатиме початкова пісня і молитва, щоб привітати гостей і почерпнути пожиток з усієї програми. Всі, члени збору й гості, мають нагоду отримати неабияку користь, якщо будуть слідкувати за ходом думок у своїх Бібліях. А найважливіше, присутність на Спомині покаже, вдячність за Ісусову жертву і слухняність його наказу: «Чиніть це на спомин про мене» (1 Кор. 11:24).

## Цікаві факти
- 2018 - Кількість присутніх на Спомині - 20 329 317 (у світі), 217 417 (в Україні) [2]
- 2019 - Кількість присутніх на Спомині - 20 919 041 (у світі), 208 844 (в Україні) [3]
- 2020 - Кількість присутніх на Спомині - 17 844 773 (у світі), 230 656 (в Україні) [4]
- 2021 - Кількість присутніх на Спомині - 21 367 603 (у світі), 264 176 (в Україні) [5]
- 2022 - Кількість присутніх на Спомині - 19 721 672 (у світі), 211 528 (в Україні) [6]
- 2023 - Кількість присутніх на Спомині - 20 461 767 (у світі), 185 910 (в Україні) [7]
- 2024 - Кількість присутніх на Спомині - 21 119 442 (у світі), 173 551 (в Україні) [8]